# JBL
JBL é uma companhia norte-americana de eletrônicos de áudio pertencente a Harman International, subsidiária da Samsung. Foi fundada em 1946 por James Bullough Lansing. Seus principais produtos são alto-falantes e eletrônicos relacionados. Há duas divisões independentes na companhia - JBL Consumer e JBL Professional. A primeira produz equipamentos de áudio para o mercado consumidor doméstico e a ultima produz equipamento profissional para estúdios, shows, som portátil (para produção e DJs) e salas de cinema. No Brasil, a JBL também trabalha com a marca JBL Selenium.

## História

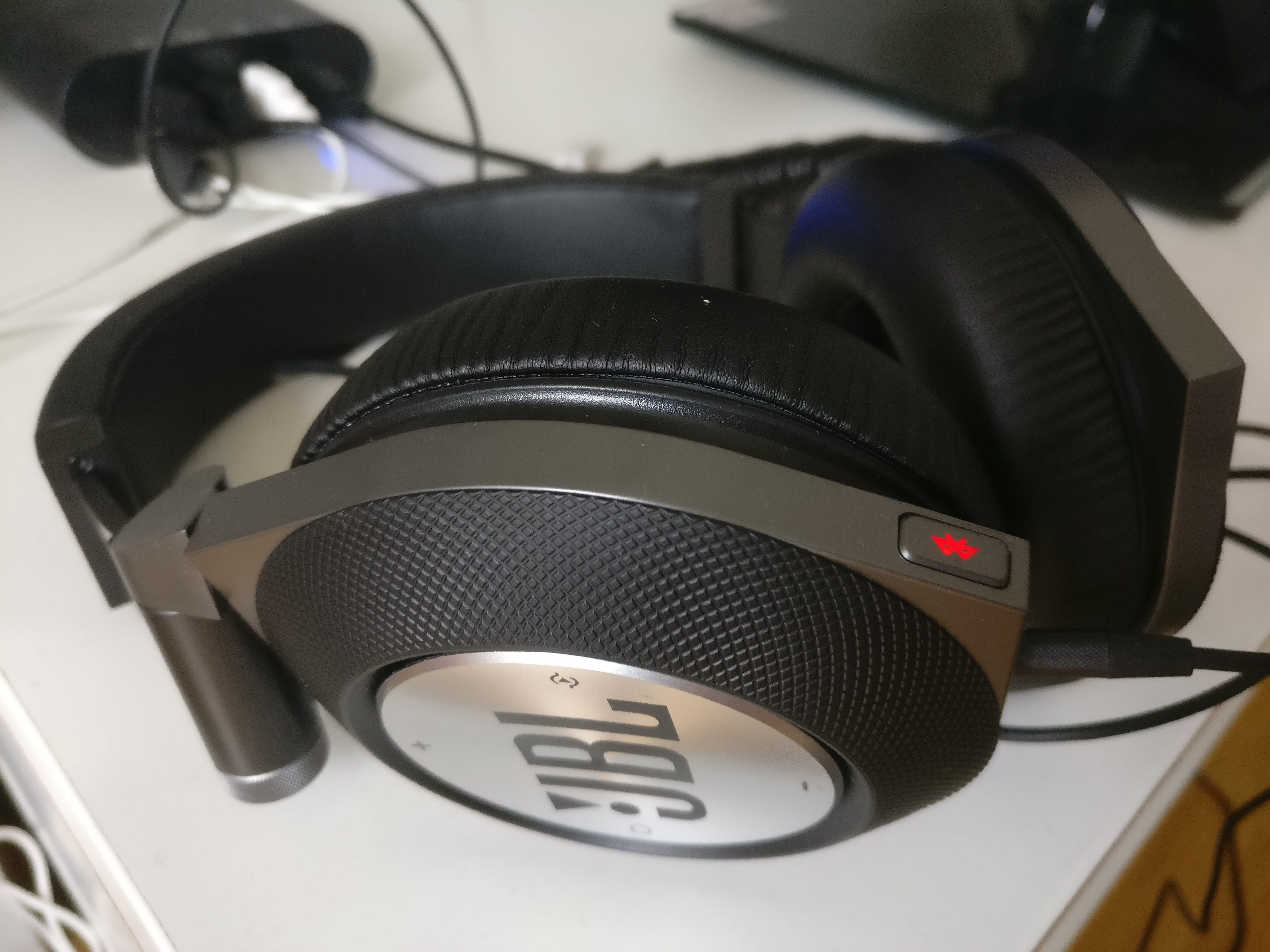
Fone de ouvido JBL.

James B. Lansing fundou a JBL um ano depois de deixar Altec Lansing como seu vice-presidente de engenharia em 1945. A empresa foi chamada inicialmente de Lansing Sound, Inc. a partir de 1 de outubro de 1946, mais tarde mudou seu nome para James B. Lansing Sound. Os primeiros produtos foram o alto-falante modelo D101 de 15 polegadas e o driver de alta frequência modelo D175. O D175 permaneceu no catálogo da JBL até a década de 70. Ambos eram cópias próximas dos produtos da Altec Lansing. O primeiro produto original foi o D130, um transdutor de 15 polegadas, o qual uma variante permaneceria em produção nos próximos 55 anos. O D130 continha uma bobina de fio plano de quatro polegadas e um ímã de Alnico V. Dois outros produtos foram os D131 de 12 polegadas e os drivers de cone D208 de 8 polegadas.
A Marquardt Corporation deu a empresa um espaço de produção e um modesto investimento. William H. Thomas, tesoureiro da Marquardt Corporation, representou a Marquardt no Conselho de Administração da Lansing. Em 1948 Marquardt assumiu a operação da JBL. Em 1949, a Marquardt foi adquirida pela General Tire Company. A nova empresa não estava interessada no negócio de alto-falantes e cortou os laços com a Lansing. A Lansing foi reincorporada como James B. Lansing, Incorporated, e moveu a companhia recém-formada a sua primeira propriedade privada, na rua Fletcher, 2445 em Los Angeles.
Um dos pontos chave para o desenvolvimento inicial da JBL foi a estreita relação comercial da Lansing com seu fornecedor primário de material magnético Alnico V, Robert Arnold da Arnold Engineering. A Arnold Engineering forneceu termos favoráveis e crédito a Lansing. Robert Arnold viu a JBL como uma oportunidade para vender material magnético Alnico V em um novo mercado.
James Lansing foi reconhecido como um engenheiro inovador, mas um pobre empresário. Durante os três anos seguintes, a Lansing lutou para pagar faturas e enviar produtos. Em consequência da deterioração das condições do negócio e de problemas pessoais, cometeu suicídio em setembro de 1949. A companhia passou então para as mãos de Bill Thomas, então vice-presidente de JBL. Lansing tinha retirado uma apólice de seguro de vida de US $ 10.000, nomeando a empresa como o beneficiário, uma decisão que permitiu Thomas continuar a empresa após a morte de Lansing. Pouco depois, Thomas comprou o um terço da empresa da Sra. Lansing e tornou-se o único proprietário. Thomas é creditado como o revitalizador da companhia e líder por um período de forte crescimento nas duas décadas que seguem a fundação de JBL.
Os primeiros produtos incluíam o driver de alta frequência modelo 375 e o driver ring-radiator 075 UHF (Ultra High Frequency). Os drivers ring-radiator são conhecidos também como "balas da JBL" (JBL bullets) por causa de sua forma distintiva. O 375 era uma reinvenção do driver Western Electric 594, mas com um ímã do Alnico V e uma bobina da voz de quatro polegadas. O 375 compartilhou a mesma estrutura básica do ímã que o Woofer D-130. Os engenheiros Ed May e Bart N. Locanthi da JBL foram os criadores destes projetos.
Dois produtos da época, o Hartsfield e o Paragon, continuam a ser altamente desejados no mercado de colecionadores.
Em 1955 a marca JBL foi introduzida para resolver disputas em curso com a Altec Lansing Corporation. O nome da empresa "James B. Lansing Sound, Incorporated" foi mantido, mas o nome do logotipo foi alterado para JBL, com o seu distintivo logotipo com o ponto de exclamação.
A caixa de estúdio da série JBL 4320 foi introduzida através da Capitol Records em Hollywood e tornou-se a caixa padrão no mundo da sua empresa-mãe, a EMI. A introdução de JBL ao rock and roll veio através da adoção do alto-falante D130 pela companhia Fender Guitar, da Leo Fender, como o driver ideal para guitarra elétrica.
Em 1969, Bill Thomas vendeu a JBL à Jervis Corporation, mais tarde renomeada Harman International, liderada por Sidney Harman. A década de 1970 viu a JBL se tornar uma marca doméstica, começando com o famoso L-100, que era o modelo de alto-falante mais vendido que qualquer empresa naquela época. A década de 1970 também viu uma grande expansão JBL no campo de áudio profissional de suas caixas de estúdio. Em 1977, mais estúdios de gravação estavam usando caixas JBL do que todas as outras marcas combinadas, de acordo com uma pesquisa da Billboard. as caixas JBL L-100 e 4310 foram dignas de menção, como home speakers populares. No final dos anos 70, os modelos L15, L26, L46, L56, L86, L96, L112, L150, L150 e L250 foram introduzidos com crossovers aprimorados, woofers de ímã cerâmico, drivers de médio porte atualizados e tweeter de alumínio com resina fenólica de deposição. Em meados da década de 1980, os desenhos foram novamente atualizados e redesenhados com um novo tweeter de diafragma de deposição de titânio. As novas designações da série L foram as L20T, L40T, L60T, L80T, L100T, a Ti-series 18Ti, 120Ti, 240Ti e a flagship 250Ti. Para testar os drivers dos alto-falantes, a JBL em Glendale e Northridge usou um telhado como um equivalente ao exterior de uma câmara anecóica.
Nas duas décadas seguintes, a JBL passou a ter mais mercado de massa com sua linha de alto-falantes de consumo (Northridge). Ao mesmo tempo, eles fizeram uma entrada no mercado high-end com os seus projetos de alto-falantes, consistindo das linhas Everest e K2. A JBL tornou-se um fornecedor proeminente para a indústria de som de turnês, tendo seus alto-falantes empregados por turnês de rock e festivais de música. Os produtos JBL foram a base para o desenvolvimento do alto-falante THX, o que resultou na JBL tornar-se um popular fabricante de alto-falantes de cinema. 
JBL era anteriormente usado em sistemas de áudio dos veículos top de linha da Ford, como concorrência com a Chrysler (cujos carros usaram Infinity) e Nissan (que usou Bose).
Atualmente, Toyota, Ferrari e Smart usam sistemas JBL em sua linha de produtos.

## Linha do tempo
- 1902 – Nascimento de James B. Lansing em Illinois, USA.
- 1927 – Fundação da Lansing Manufacturing Company em Los Angeles
- 1934 – Douglas Shearer da MGM projeta o primeiro sistema de alto-falantes para o cinema. A Lansing construiu componentes do sistema.
- 1941 – Altec Service Company adquire a Lansing Manufacturing Company
- 1944 – Lansing e Hilliard redefinem os alto-falantes de referência para teatros com o modelo A-4, renomeado "Voice of the Theatre".
- 1946 – Lansing deixa a Altec e funda uma nova empresa, James B. Lansing Sound Inc.
- 1947 – JBL cria um alto-falante de 38cm, o D-130, utilizando pela primeira vez uma bobina de voz de 4"(100mm) no cone de um alto-falante
- 1949 – James. B. Lansing morre; William Thomas se torna o presidente da empresa
- 1954 – A máquina de compressão "375" é a primeira máquina de 4 polegadas vendida; tem respostas de até 9Khz
- 1954 – Apresentação de lentes acústicas desenvolvidas por Barth Locanthi
- 1955 – Leo Fender integra o modelo D-130 nos seus amplificadores, isto sinaliza a entrada da JBL no mercado profissional da música
- 1958 – Introdução do conjunto estéreo JBL Paragon
- 1962 – JBL cria a primeira caixa de estúdio de 2 vias, utilizando um motor de alta frequência
- 1968 – JBL o alto-falante de 3 vias modelo 4310
- 1969 – Sidney Harman adquire a JBL.
- 1969 – L-100, uma versão do consumidor do modelo 4311 é lançada, vendendo 125.000 pares nos anos 70
- 1969 – JBL é utilizada no Woodstock e em muitos outros festivais de rock
- 1973 – A série 4300 é lançada, incluindo o primeiro alto-falante de 4 vias
- 1975 – Lançado o modelo 4682, camado " Strongbox "
- 1979 – Tecnologia "diamond surround " para o controle de ressonância de altas frequências
- 1979 – Desenvolvimento do Symmetrical Field Geometry (SFG)
- 1980 – Tecnologia de dispersão Pavilion Bi-Radial ® Constant
- 1981 – A primeira caixa de estúdio bi-Radial, modelo 4400
- 1982 – Titanium é utilizado como material para máquinas de compressão
- 1984 – JBL adquire a UREI
- 1986 – O primeiro modelo da série Control é lançado
- 1990 – Vented Gap Cooling technology (reduz a temperatura do transdutor de baixas frequências)
- 1991 – O primeiro alto-falante profissional com neodymium com a série Array
- 1995 – Nascimento do sistema EON
- 1995 – Primeiro alto-falante com Neodymium Differential
- 1996 – Criação do padrão HLA com projeto Line Array Space Frame
- 1999 – JBL é utilizada no Woodstock de 1999
- 2000 – Criação do VerTec Line Array system
- 2000 – Nascimento do EVO, alta-falante inteligente controlado por DSP
- 2002 – VerTec é utilizado no Super Bowl de 2002, no Grammy Awards de 2002 e na cerimônia da copa do mundo da FIFA de 2002 (Seoul, Korea)

## Exemplos de aplicações
- Academy of Motion Picture Arts and Sciences - AMPAS[7] (Samuel Goldwyn Theater, Hollywood, United States).
- Institut de Recherche et de Coordination Acoustique/Musique - IRCAM[8] (Pierre Boulez, Paris, France, 1974–1991).
- Digital Cinema Project - GAUMONT[9] (Philippe Binant, Paris, France, 2000–2008).